# Гультяев, Григорий Капитонович
Григорий Капитонович Гультяев (25 ноября 1922 — 19 января 1995) — полковник Советской Армии, участник Великой Отечественной войны, Герой Советского Союза (1943).

## Биография
Григорий Гультяев родился 25 ноября 1922 года в селе Ломоносы (ныне — Пустошкинский район Псковской области). Окончил три курса педагогического училища в Серпухове, одновременно учился в аэроклубе. В 1940 году Гультяев был призван на службу в Рабоче-крестьянскую Красную Армию. В 1941 году окончил Качинскую военную авиационную школу. С того же года — на фронтах Великой Отечественной войны. К осени 1942 года лейтенант Григорий Гультяев был заместителем командира эскадрильи 788-го истребительного авиационного полка 102-й истребительной авиационной дивизии ПВО. Отличился во время Сталинградской битвы.
В ходе осенних боёв 1942 года под Сталинградом Гультяев лично сбил 10 вражеских самолётов и ещё 5 — в группе, в том числе 1 самолёт противника сбил при помощи воздушного тарана. В конце августа 1942 года в бою в районе Бекетовки в воздушном бою он сбил самолёт немецкого лётчика-аса графа Эйндизеля, взятого на земле в плен.
Указом Президиума Верховного Совета СССР от 8 февраля 1943 года за «образцовое выполнение боевых заданий командования на фронте борьбы с немецкими захватчиками и проявленные при этом отвагу и геройство» лейтенант Григорий Гультяев был удостоен высокого звания Героя Советского Союза с вручением ордена Ленина и медали «Золотая Звезда» за номером 800.
В дальнейшем Гультяев участвовал в Курской битве, Белорусской операции, освобождении Польши, штурме Берлина. За время войны он совершил около 700 боевых вылетов, провёл 131 воздушный бой, сбил 9 вражеских самолётов лично и ещё 9 — в группе. 
После окончания войны он продолжил службу в Советской Армии. В 1949 году Гультяев окончил Высшие лётно-тактические курсы усовершенствования офицерского состава. В 1961 году в звании полковника он был уволен в запас. Проживал и работал в Одессе. Скончался 19 января 1995 года, похоронен на Городском кладбище Одессы.
Был также награждён орденом Красного Знамени, двумя орденами Отечественной войны 1-й степени, орденом Красной Звезды, рядом медалей.